# La puerta y la mujer del carnicero
La puerta y la mujer del carnicero s una pel·lícula mexicana de 1968 la qual abasta els gèneres de suspens, terror i comèdia negra i és, en realitat, una compilació del curtmetratge “La puerta” (dirigit per Luis Alcoriza) i el migmetratge “La mujer del carnicero” (dirigit per Ismael Rodríguez i Chano Urueta).

## Sinopsi
Partint de les premisses (esmentades al començament del primer episodi i en començar el segon episodi) que l'home, per instint, tem a l'inexplicable i, quan aquest temor es fa col·lectiu, a vegades mou al riure, ja que el món en què vivim és tan absurd que, si busquen bé, trobaran a moltes persones -tal vegada vostès mateixos- que tenen també el seu “monstre en el clóset" i que quan hi ha inquietuds de culpabilitat, aquest temor pot convertir-se en por, arribar al pànic, finalment a la paüra i fins a l'horror se'ns presenten dues històries ambientades en el Mèxic contemporani (és a dir, de finals de la dècada de 1960) i revolucionari, respectivament.

### Primer episodi:«La puerta»
- Direcció: Luis Alcoriza.
- Guió: Luis Alcoriza i Pedro Miret.

Elenita i Jorge són un matrimoni de classe mitjana alta qui es va mudar a una nova casa i decideixen fer una festa per a celebrar-ho. La mateixa transcorre normalment fins que el Dr. Gracia -un dels convidats- descobreix per accident una porta que dona cap a un llarg i fosc passadís i, enmig de la penombra, sobtadament se li apareix un estrany home alt, corpulent i nu qui, sense dir paraula, camina cap a ell.
Aterrit per aquesta aparició el metge tanca La puerta però, en tornar a obrir-la una estona després, descobreix que el mateix subjecte torna cap a ell i torna a tancar-la de cop; només que ara altres convidats també van presenciar aquest descobriment i, a poc a poc, tots s'adonen d'aquesta troballa (incloent als amfitrions, els qui tampoc coneixien de l'existència d'aquesta porta i el passadís) per, seguidament, començar a fer tot tipus d'elucubracions i especulacions sobre quins o qui és aquest misteriós subjecte que està darrere de La puerta fins que Raúl, un altre dels convidats de la festa, decideix obrir-la per a enfrontar-se a l'enigmàtic convidat però després de la por col·lectiva causada en veure que aquest se'ls acosta, tant Jorge com el Dr. Gracia, el pare de Raúl i altres convidats més decideixen clausurar La puerta col·locant davant d'ella un aparador -i, més tard, veiem que algú col·loca sigilosament un crucifix- per a després anar tots a sopar.
Més tard, Raúl s'adona que els convidats estan una mica avorrits i li proposa al seu grup d'amics que juguin amb l'estrany convidat en fer que cadascun d'ells obri i tancament La puerta de cop. Al principi la família de Raúl s'oposa a aquesta idea per por, però aquell acaba per convèncer-los i després veiem que els altres convidats acaben seguint el seu exemple en forma entusiasta i divertida, concloent així aquest episodi.

### Segon episodi:«La mujer del carnicero»
- Direcció: Ismael Rodríguez i Chano Urueta.
- Guií: Pedro de Urdimalas i Mario Hernández.

En ple apogeu de la Revolució Mexicana un tren amb un important carregament de monedes d'or és assaltat a l'altura del poblat de Sant Gabriel per un grup de tropes villistes comandades pel coronel Soberón i aquest li demana a Melitón Torres, un humil carnisser del lloc qui està casat amb la bella, sensual, coqueta i ambiciosa Remedios, que li guardi temporalment el botí provinent de l'assalt.
El coronel amaga les monedes d'or dins d'uns cinturons, ques són batejats pels villistes com a “escurçons” (per la dringadissa que fan en portar-les, similar a una cascavell) i li encarrega al tinent Juan Ramírez que vagi a casa de Melitón amb aquest carregament i esperi allí fins que arribi Jones, un traficant d'armes estatunidenca, per a recollir-ho i lliurar-li les armes i municions als revolucionaris. Juan arriba a casa de Melitón i, en assabentar-se Remedios de l'existència del botí, ella convenç en secret al seu marit d'assassinar al visitant per a quedar-se amb aquest, aprofitant també el fet que el nouvingut va ser, en el passat, un altre dels amants de Remedios.
No obstant això, just quan la parella va acabar d'enterrar el cadàver del tinent en el chiquero de la casa, arriba el cura del poble a preguntar per Juan, ja que és el seu nebot i l'havia vist des de lluny poc temps abans. Melitón ho nega tot però, en veure que són allí el cavall i el barret del difunt, el sacerdot discuteix amb l'amo de la casa i aquest, espantat, el fa fora del lloc pel que, a hores d'ara, Remedios decideix arriscar-se col·locant-se els cinturons i fugint de la casa.
L'endemà Melitón va a l'església a confessar l'homicidi de Juan però fa xantatge al capellà adduint que no pot denunciar-lo a les autoritats sota pena de trencar el secret de confessió, per a després anar-se a la cantina. Hores més tard i ja completament borratxo Melitón arriba a la casa i es troba amb una desconeguda ampolla de licor, se la pren i, de sobte, comença a sofrir unes estranyes al·lucinacions on tant els objectes i els quadres de sants i verges de la casa comencen a tenir vida pròpia i la seva sorpresa acaba convertint-se en terror en veure cara a cara al capellà, el coronel i al mateix Juan a la casa pel que, turmentat, finalment ho admet tot per a després desmaiar-se; posteriorment l'espectador descobreix que l'anterior no va ser més que un pla orquestrat per Soberón, Pedro -el germà bessó de Juan- i el capellà (qui va col·locar en l'ampolla una mescla de peyote amb mezcal) perquè el carnisser confessés.
D'altra banda Remedios és descoberta per soldats villistes, però aconsegueix escapolir-se dels seus captors adduint que està embarassada i, quan un d'ells li comenta l'exagerada grandària del seu ventre, els contesta a manera de broma que està carregant escurçons però, una estona més tard i mentre ella continua caminant, veiem que estranyament se li escapoleix... Una escurçó de veritat! finalitzant així la pel·lícula.

## Elenc

### Primer episodi:«La puerta»
- Ana Luisa Peluffo... Elenita
- Armando Silvestre... Jorge
- Luis Aragón... Sr. Ordiñez, Amic de Jorge
- Manuel Leal “Tinieblas”... Home misteriós darrere de La puerta (no apareix en els crèdits)
- Luis Lomelí ... Dr. Gracia
- Carlos Piñar... Raúl
- Luis Manuel Pelayo ... Sr. Peó, convidat en la festa
- Beatriz Baz ... Sra. Peó, convidada en la festa
- Augusto Benedico... Pare de Raúl
- Hortensia Santoveña ... Mare de Raúl
- July Furlong... Germana de Raúl
- Heidi Blue ... Esposa del Dr. Gràcia
- Leticia Robles ... Convidada en la festa
- Rosario Gálvez... Convidada en la festa
- Pancho Córdova... Convidat en la festa
- Alicia Ravel ... Convidada en la festa
- Manuel Zozaya ... Convidat en la festa
- Patricia de Morelos ... Convidada en la festa
- José Luis Caro ... Convidat en la festa
- Jorge Radó ... Convidat en la festa

### Segon episodi:«La mujer del carnicero»
- Ignacio López Tarso... Melitón Torres
- Katy Jurado... Remedios
- Narciso Busquets... Coronel Soberón
- Manuel López Ochoa... Teniente Juan Ramírez / Pedro Ramírez
- Chano Urueta... Sacerdote
- Ahui Camacho … Niño
- José Chávez... Villista
- Raúl Meraz... Oficial federal captiu pels villistes
- Armando Acosta ... Tololo, cantinero amanerat en el bar (no apareix als crèdits)
- Manuel Alvarado ... Pepe, cantinero amanerat en el bar (no apareix als crèdits)
- José Muñoz ... Villista (no apareix als crèdits)
- Mario García "Harapos" ... Villista (no apareix als crèdits)
- Manuel Vergara "Manver" ... Assaltant del tren (no apareix als crèdits)
- Vicente Lara "Cacama" ... Assaltant del tren (no apareix als crèdits)
- Jorge Arvizu... Veus del sacerdot i l'oficial federal (no apareix als crèdits)